# Aurore des Balkans
Pour les articles homonymes, voir Aurore.
Anthocharis gruneri
Espèce
L’Aurore des Balkans ou Aurore de Grèce (Anthocharis   gruneri)  est un insecte lépidoptère  de la famille des Pieridae, de la sous-famille des Pierinae et du genre Anthocharis.

## Dénomination
Anthocharis   gruneri (Herrich-Schäffer, 1851)

### Noms vernaculaires
L'Aurore des Balkans se nomme Grüner's Orange Tip en anglais.

### Sous-espèces
- Anthocharis gruneri gruneri
- Anthocharis gruneri armeniaca Christoph, 1893.
- Anthocharis gruneri macedonica (Buresch, 1921) en Macédoine
- Anthocharis gruneri parnassi (Bernardi, 1970)
- Anthocharis gruneri fereiduni (Carbonell et Back, 2009) dans le sud-ouest de l'Iran[1]
- Anthocharis gruneri eros (Röber, 1907) en Syrie[2]

## Description
L'Aurore des Balkans  présente le même dimorphisme sexuel que les autres Aurore: l'apex des ailes antérieures du mâle est orange bordé d'une petite bande noire alors que la femelle est blanche avec cette même bande à l'apex. Les ailes postérieures sont marbrées de vert et ces marques sont intenses sur le revers.

## Biologie
Les œufs donnent des chenilles puis des chrysalides vertes.

### Période de vol et hivernation
Les adultes volent de mars à juin, en une seule génération annuelle.
Elle hiverne dans sa chrysalide, au stade nymphal.

### Plantes hôtes
La plante-hôte de la chenille est Aethionema saxatilis.

## Écologie et distribution
L'Aurore des Balkans  est présente en Grèce, Turquie, Syrie, Irak, Iran et Kurdistan.

### Biotope
Elle est inféodée aux escarpements rocheux où pousse sa plante hôte.

### Protection
Pas de statut de protection particulier